# ॽ
Cette page contient des caractères spéciaux ou non latins. S’ils s’affichent mal (▯, ?, etc.), consultez la page d’aide Unicode.
ॽ, appelé coup de glotte, est une consonne de l’alphasyllabaire devanagari.
Il est utilisé dans l’écriture de l’athpare, du limbu, du lohorung, du thangmi (en), du yakkha (en) et du yamphu (en).

## Utilisation
En athpare, la lettre coup de glotte ‹ ॽ › est utilisée par exempel dans ‹ काॽवा › « corbeau ».
En limbu écrit avec la devenagari, la lettre coup de glotte ‹ ॽ › représente une consonne occlusive glottale [ʔ], par exemple dans ‹ कुॽइ › kuʔi « comportement, manière caractère ».
En lohorung, la lettre coup de glotte ‹ ʔ › représente aussi une consonne occlusive glottale [ʔ], par exemple dans ‹ कुहीॽमा › [kuhiːʔma] « tempête ».
Les orthographes utilisées dans les traductions de la Bible en thangmi (en), yakkha (en) et yamphu (en) utilisent la lettre coup de glotte ‹ ॽ ›.

## Représentations informatiques
| formes | représentations | chaînes de caractères | points de code | descriptions                     |
| ------ | --------------- | --------------------- | -------------- | -------------------------------- |
| pleine | ॽ               | ॽ                     | U+097D         | lettre devanagari coup de glotte |